# 威廉斯 (艾奥瓦州)
威廉斯（英語：Williams）是一個位於美國愛荷華州漢密爾頓縣的城市。

## 地理
威廉斯的座標為42°29′15″N 93°32′35″W / 42.48750°N 93.54306°W，而該地的平均海拔高度為371米（即1217英尺）。

## 人口
根據2010年美國人口普查的數據，威廉斯的面積為2.25平方千米，當中陸地面積為2.25平方千米，而水域面積為0.00平方千米。當地共有人口344人，而人口密度為每平方千米152人。